# Анис Паркър
Анис Паркър (на английски: Annise Parker), 17 май 1956 в Хюстън, Тексас, е американски политик и новоизбраният кмет на гр. Хюстън.
Тя е открита лесбийка. Хюстън става първият голям американски град, който избира хомосексуален за кмет, като Паркър печели 53% от гласовете. Тя е член на Демократическа партия.